# 相鉄ジョイナス
- ジョイナス
- 相鉄ジョイナス

ジョイナス（英: JOINUS YOKOHAMA）は、神奈川県横浜市西区の横浜駅西口にある、相鉄ビルマネジメントが運営する大規模ショッピングセンター（ファッションビル）。相鉄横浜駅の駅ビルである新相鉄ビルと、横浜駅西口の地下街（旧：ダイヤモンド地下街）で構成されている。髙島屋横浜店を核テナントとし、多数の専門店や飲食店などで構成される。

## 概要
相模鉄道横浜駅と、以前からあった高島屋（相鉄会館）と一体化されており、これら全体で新相鉄ビルと呼称される。当駅ビルは鉄骨鉄筋コンクリート造の地下2階・地上8階（一部地上9階）建てで、設計は松田平田設計、施工は大林組・日立製作所・東急建設が行った。1971年8月1日に相鉄横浜駅駅舎、1973年10月10日に横浜高島屋の増築部分（1階）、11月20日に相鉄ジョイナスの専門店部分（2〜5階、横浜駅名品街・相鉄文化会館跡地）、12月1日に地下2階、1974年3月31日に地下1階が開業して、新相鉄ビル第1期工事が完了した。なお、高島屋の建物（相鉄会館）は当駅ビルより先に大林組の施工で建設され、1959年10月1日に完成・開業。以降数回の増改築が行われ、新相鉄ビルの一部となった。1978年5月23日の新相鉄ビル第2期工事（6階〜屋上）完成により、新相鉄ビル第1期工事開始から9年2ヵ月を経て1978年5月23日に全館完成した。
「ジョイナス」の名称は、一般公募により選ばれたものである。ジョイナスは「人間性の回復」をメインテーマとして設計され、開業当時はビル全体の約60%にも及ぶパブリックスペースの広さが特徴となっていた。また屋上庭園「ジョイナスの森彫刻公園」（約4,550m²）には、約2万本の樹木と6つの彫刻・滝が設置されている。
2階には相鉄線の駅舎が、改札口は1階（1階改札口・5番街方面改札口）と2階（2階改札口）の合計3か所にあり、キーテナントの高島屋横浜店のほか、全国有数規模の437店（2015年12月時点）の専門店街や屋上庭園がある。
新相鉄ビル全体のフロア構成としてはジョイナスの専門店街がJR線側（当駅ビル）の地下2階〜4階に当たり、それ以外のフロアは一部を除いて高島屋となっている（ジョイナスの真上・真横が高島屋で地下1階〜4階の各階で繋がっており、ジョイナスのエレベーター・エスカレーターを上がれば高島屋へ行ける構造、後節も参照）。
2013年には、横浜駅西口地下街の「ザ・ダイヤモンド」と一体化することとなった。当初は「ジョイナス ザ・ダイヤモンド」（JOINUS The DIAMOND）として、2016年夏頃まで3年かけ各フロアを順次リニューアルしていく計画としていたが一部変更となり、一体化リニューアルの完了時期については半年間前倒しして2015年12月を予定、さらに施設名については「ザ・ダイヤモンド」の屋号を廃して「相鉄ジョイナス」に統合することが決まった。予定通り2015年12月1日にリニューアルは完了し、「相鉄ジョイナス」に統合された「ジョイナス」が誕生した。しかし、地下1階の食料品売場では「ダイヤ・キッチン」の名称が使われているなどダイヤモンド地下街の名残を残しているところもある。
地下街については、同駅の自由連絡通路である「中央通路」と直結され、従来は一度階段を上がって下る必要があった通称「馬の背」が解消された。
入会金・年会費無料のポイントカードとして「ジョイナスポイントカード」が導入されており、当施設と同じく相鉄ビルマネジメントが運営する相鉄線二俣川駅直結の商業施設「JOINUS TERRACE 二俣川」や同駅北口の駅ビル「二俣川相鉄ライフ」との共通利用も可能である。

## 沿革

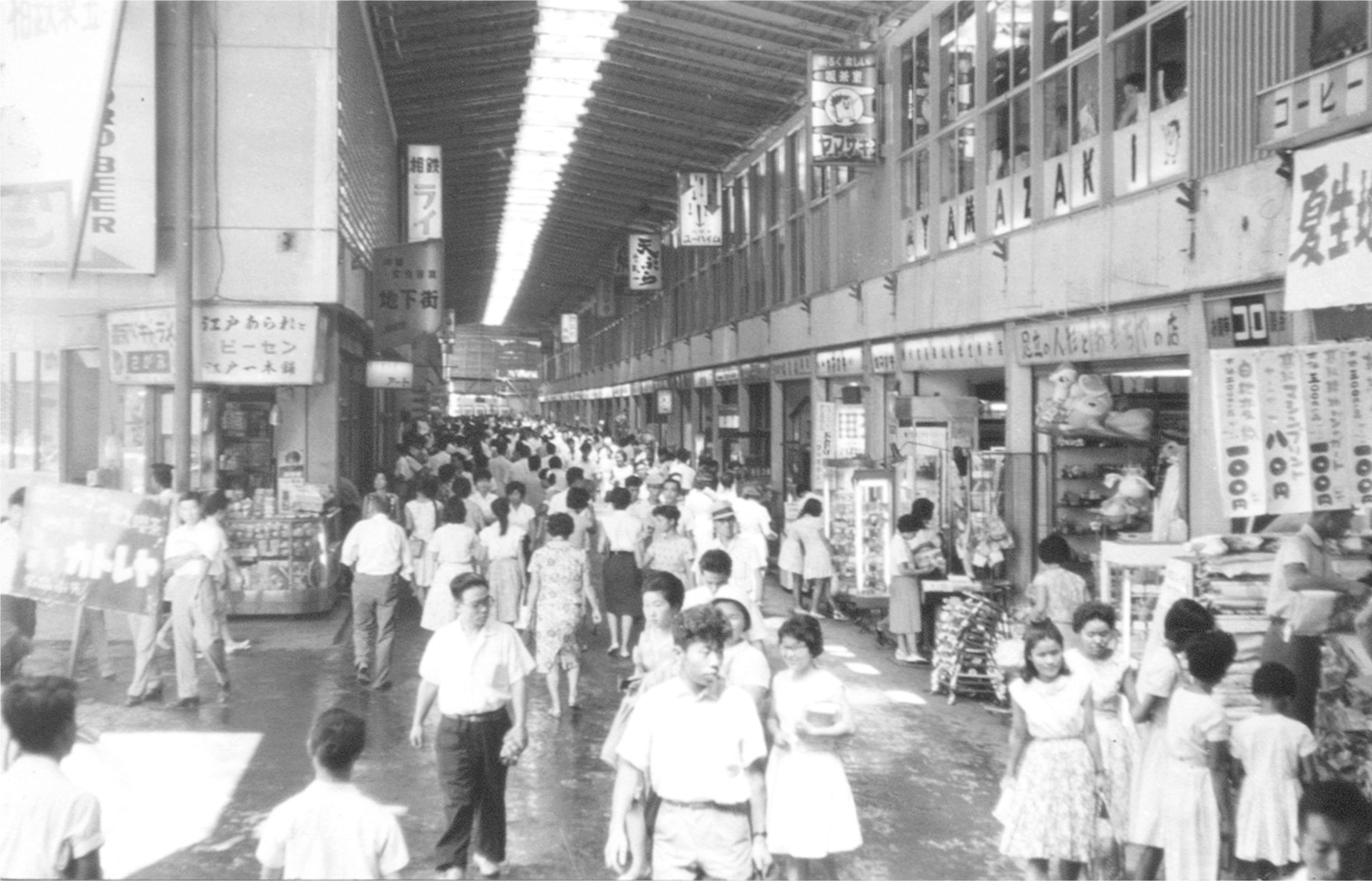
かつて当地に存在した横浜駅名品街

旧ダイヤモンド地下街部分に関しては「ザ・ダイヤモンド」を参照
- 1956年（昭和31年）4月2日 - 相模鉄道の横浜駅西口開発計画の一つとして、アーケード商店街形式の横浜駅名品街と、高島屋ストアが開業。
- 1957年（昭和32年）9月21日 - 相鉄文化会館が開業。
- 1959年（昭和34年）10月1日 - 高島屋ストア跡地に相鉄会館が完成し、横浜高島屋が開業。
- 1961年（昭和36年）
  - 10月1日 - 横浜高島屋の地上増築部分完成。
  - 10月25日 - 横浜高島屋5階と相鉄文化会館屋上をつなぐオーバーブリッジ完成。
- 1971年（昭和46年）
  - 5月2日 - 地下の延長部分・横浜高島屋の増築部分の一部が完成[2]。
  - 8月1日 -  相鉄横浜駅部分が完成[2]。
- 1973年（昭和48年）
  - 10月10日 - 横浜高島屋の増築部分（1階、相鉄文化会館跡地[1]）が完成し、相鉄ジョイナスに先行して開業[2]。
  - 11月20日 - 第一期工事が完成（2階〜5階）し、「相鉄ジョイナス」の専門店部分（横浜駅名品街跡地）が開業[2]。
  - 12月1日 - 地下2階部分が開業[2]。
- 1974年（昭和49年）3月31日 - 地下1階部分が開業[2]。
- 1978年（昭和53年）5月23日 - 第二期工事（6階〜屋上）が完成し、相鉄ジョイナスが全館完成。
- 1993年（平成5年）9月 - 相鉄ジョイナス開業20周年。特別企画番組「光・水・緑・風の街」を10月にテレビ神奈川（tvk）の特別枠で放送。
- 2002年（平成14年) 4月 - 全館リニューアル工事開始。
- 2009年（平成22年）8月 - 全館リニューアル工事完了。
- 2013年（平成25年）10月 - 横浜駅西口地下街の「ザ・ダイヤモンド」と一体化され、「ジョイナス ザ・ダイヤモンド」（JOINUS The DIAMOND）としてリニューアル（約3年かけて全館のリニューアルを進めていく計画）。
- 2015年（平成27年）12月1日 - 半年間前倒しでリニューアルが完了。地下街部分の「ザ・ダイヤモンド」もジョイナスとなり、新たな「ジョイナス」が誕生した[9]。
- 2019年（令和元年）12月7日 - 地下街部分で横浜駅中央通路と直結。

## フロア構成
※テナントの詳細は公式サイト内「フロアガイド」を参照。
- 緑枠部分はジョイナス、赤枠部分は高島屋を表す。

|     | ジョイナス側（JR線側） | 高島屋側                                                                               |
| --- | --- | -------------------------------------------------------------------------------------- |
| RF  | ジョイナスの森彫刻公園、クーバーフットボールクラブ横浜ジョイナス | プレイランド                                                                           |
| 8F  | ローズダイニング（レストラン街） | 催会場、ギャラリー                                                                     |
| 7F  | 家具、インテリア、ギフトサロン、商品券、タカシマヤカードカウンター | 呉服、和雑貨、家庭用品                                                                 |
| 6F  | おもちゃ、子供服、サンリオショップ | 紳士服、紳士雑貨                                                                       |
| 5F  | 伊東屋、スポーツ、時計、メガネ | 婦人服                                                                                 |
| 4F  | PLAZA、GAP、WIRED CAFE、女性向けファッション | 婦人服                                                                                 |
| 3F  | Francfranc、IT'S DEMO、タリーズコーヒー、リブロ、新星堂など | 婦人服・靴、ハンドバッグ                                                               |
| 2F  | 女性向けファッション、ATM、相鉄線改札口、NEWoMan（CIAL・ティ・ジョイ）連絡口 | 高級ブティック、タカノフルーツパーラー、シェラトン連絡口                               |
| 1F  | 女性向けファッション、カフェ、神奈川県警察戸部警察署横浜駅相鉄口交番、ATM、相鉄線改札口 | インフォメーション、化粧品、婦人雑貨、ルイ・ヴィトン、三井住友信託銀行横浜駅西口支店、 |
| B1F | 女性向けファッション、JOINUS DINING（レストラン街）、食料品・惣菜（ダイヤ・キッチン）、ほけんの窓口、無印良品、有隣堂、FOOD & TIME ISETAN YOKOHAMA（旧：クイーンズ伊勢丹横浜店）、東急ストア、横浜駅みなみ通路（JR線、京急線、東急線、みなとみらい線）、市営地下鉄ブルーライン連絡口 | 食料品                                                                                 |
| B2F | JOINUS DINING（レストラン街）、市営地下鉄ブルーライン連絡口 | 生鮮食料品                                                                             |

## 接続する施設
旧ダイヤモンド地下街部分は、横浜駅西口地区の15のビルと接続し、一部のビルの地下階には店舗が存在している。また共同防災組織として、総合防災センターと横浜駅西口共同防火防災管理協議会を設置している。
ここでは地下1階で接続している施設を述べる。
- 水信ビル - 商工組合中央金庫横浜西口支店などが入居
- 日本生命横浜西口ビル - 日本政策金融公庫横浜西口支店などが入居
- 横浜天理ビル（横浜天理教館）
- ヨドバシカメラ マルチメディア横浜・岩崎学園横浜fカレッジ（岩崎学園ビル）
- Comfort178（横浜駅前ビル）
- エキニア横浜（相鉄北幸第1ビル、旧称 横浜東洋ビルディング）
- 横浜ベイシェラトン ホテル&タワーズ（相鉄ビル） - 高島屋2階にも連絡通路がある。
- 横浜ファーストビル
- 横浜銀行ビル（横浜銀行横浜駅西口支店）
- 横浜岡田屋モアーズ（甘糟西口ビル）
- JR横浜タワー - 各階にも連絡口を設置
- 相鉄会館（相鉄ジョイナス・相模鉄道横浜駅）
- 高島屋横浜店（旧 相鉄会館、現在は相鉄ビルの一部）
- 大洋ビル
- 横浜市営地下鉄ブルーライン横浜駅 - 相鉄ビルの地下街・横浜ファーストビルを介して接続しているが、共同防災組織には参加していない。

## エレベーター設備
ジョイナス内（旧ダイヤモンド地下街部分を除く）にはエレベーターは2箇所ある。いずれも日立製で、メインエレベーターは2007年に、駐車場連絡エレベーターは2002年に改修。
メインエレベーター（横浜駅中央通路寄り）
- 停止階 - 各階停止

駐車場連絡エレベーター（相鉄線1階改札口の近く）
- 停止階 - 地下1階-1階、3階-屋上

### 駐車場連絡エレベーターの特記事項
- 地下2階はジョイナス従業員専用フロアのため、来店客はジョイナスの店舗へ行くことは出来ない。
- 地下1階、1階、5-8階、屋上で、ジョイナス・高島屋と連絡。
- クーバーフットボールクラブ横浜ジョイナスのクラブハウス（駐車場9階）は、このエレベーターを利用。

## その他
- かつて、1階のメインエレベータ前のATMコーナーの場所に女性専用有料トイレが設置されていた。
- かつてアメリカのグアム島に、アメリカン・相鉄・コーポレーションとアメリカン・プロダクト・コーポレーションとの合弁で開発した商業施設“Tumon Sands Plaza”のそばに同じ名前を使った「ホテルジョイナス」が存在していた[注 2]。2018年現在も“Tumon Sands Plaza”内に、その名残として「ジョイナスレストランけやき」が存在する。
- 老朽化が進んでいるため、将来的に高島屋ビルと合わせて新相鉄ビルの一体的な建替えを行う構想がある（「エキサイトよこはま22（横浜駅周辺大改造計画）」の一環）[12][13][14]。

## ギャラリー

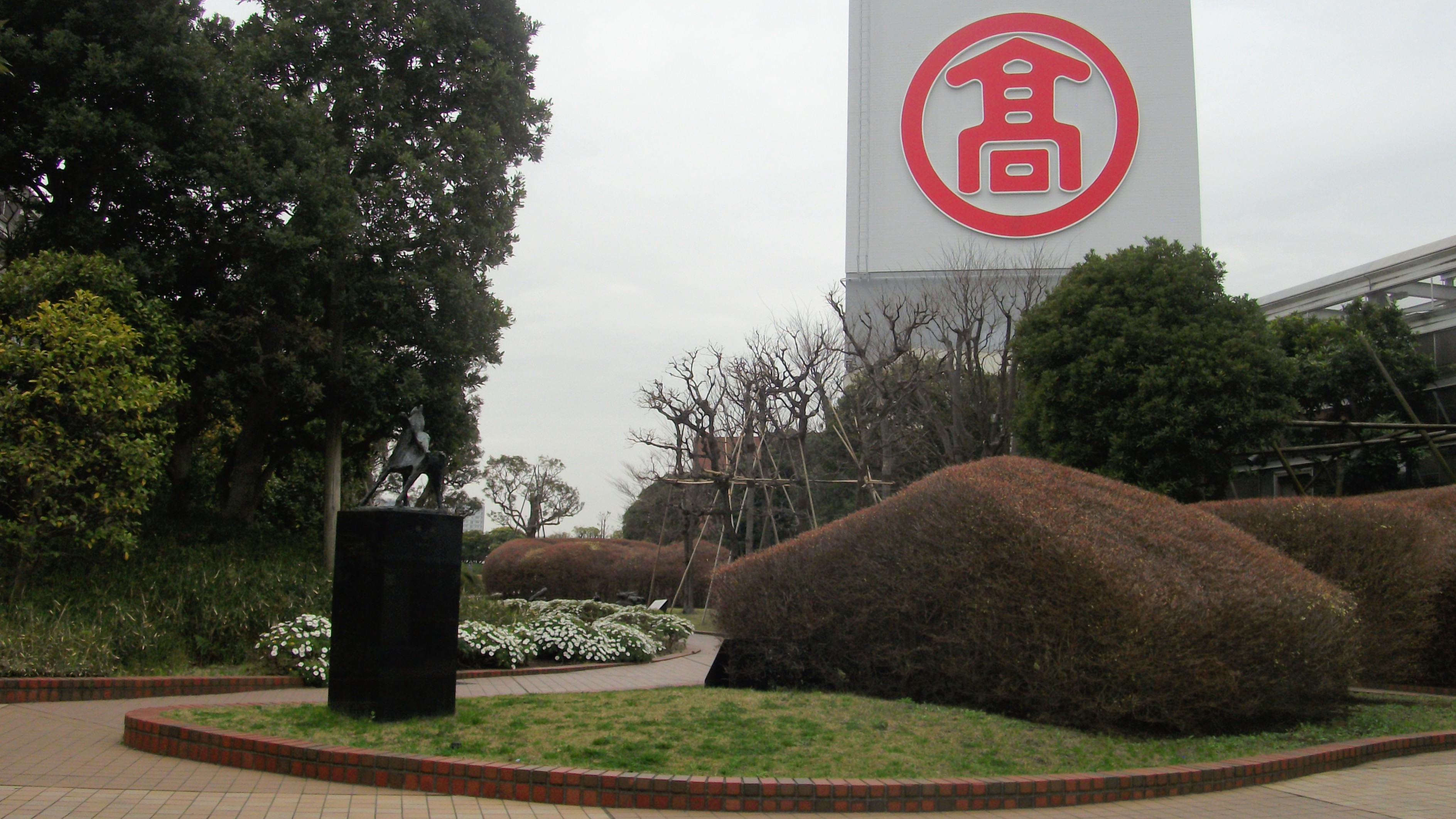
ジョイナスの森彫刻公園
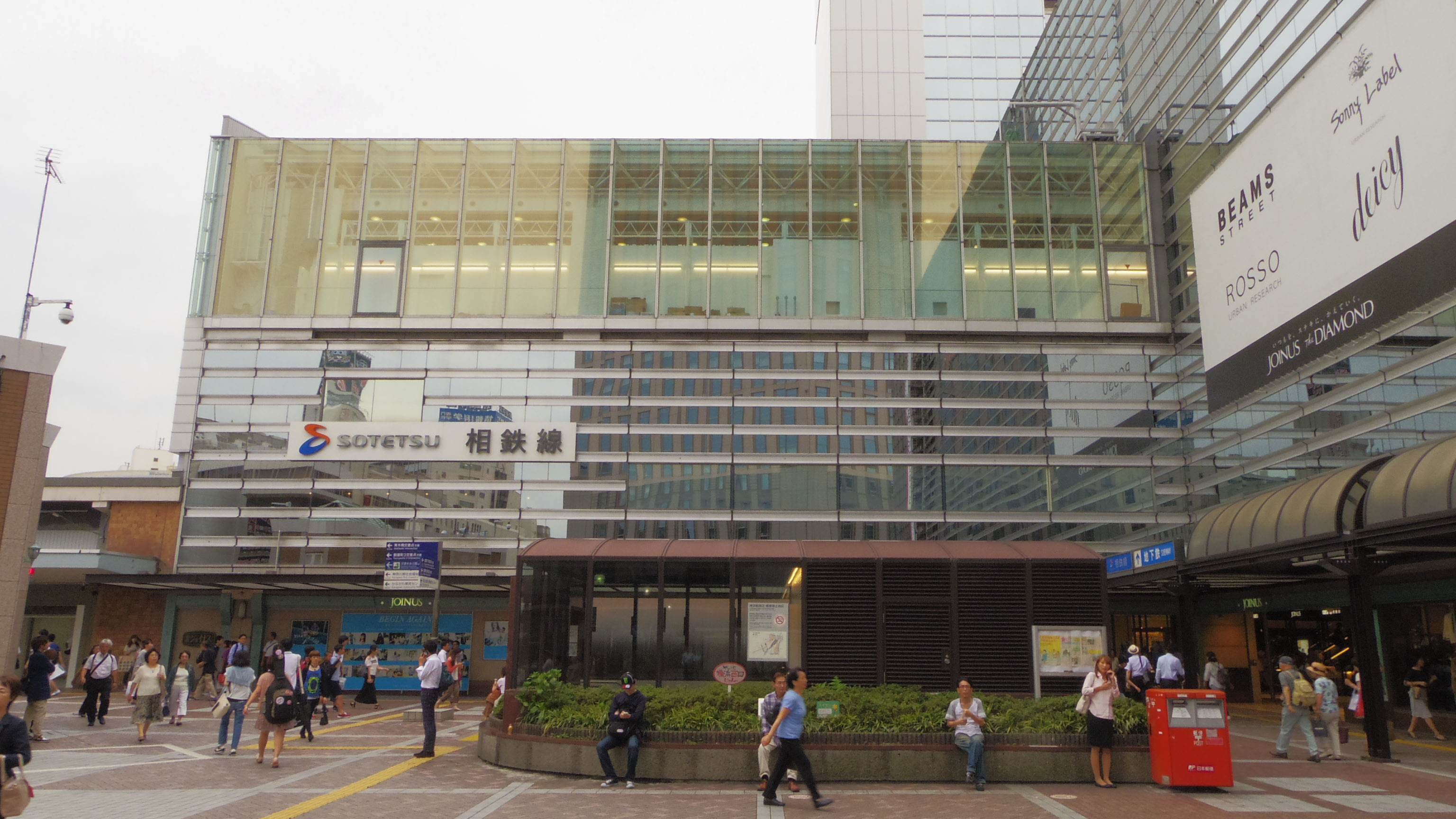
西口側の入口
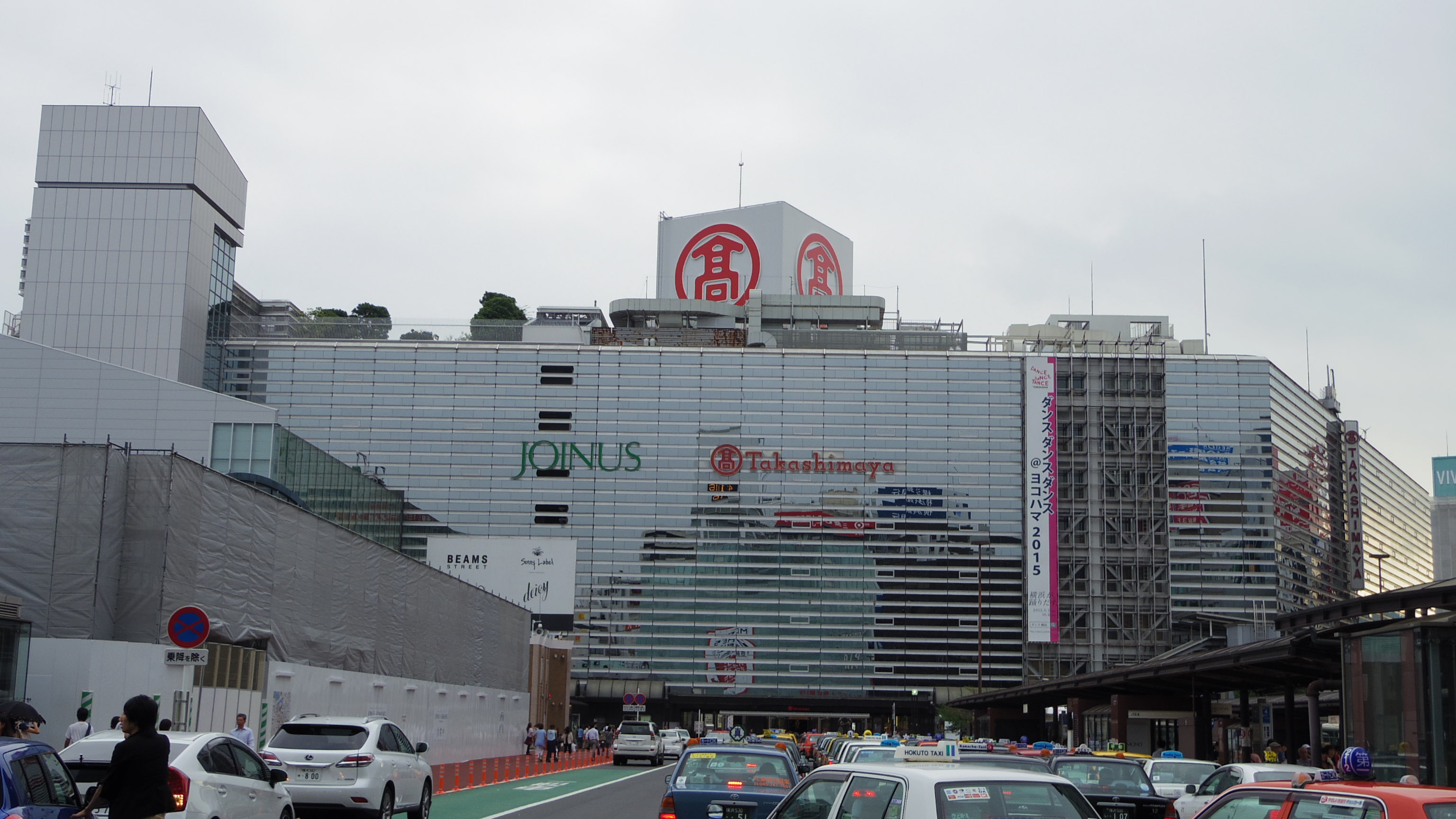
高島屋側（旧 相鉄会館）
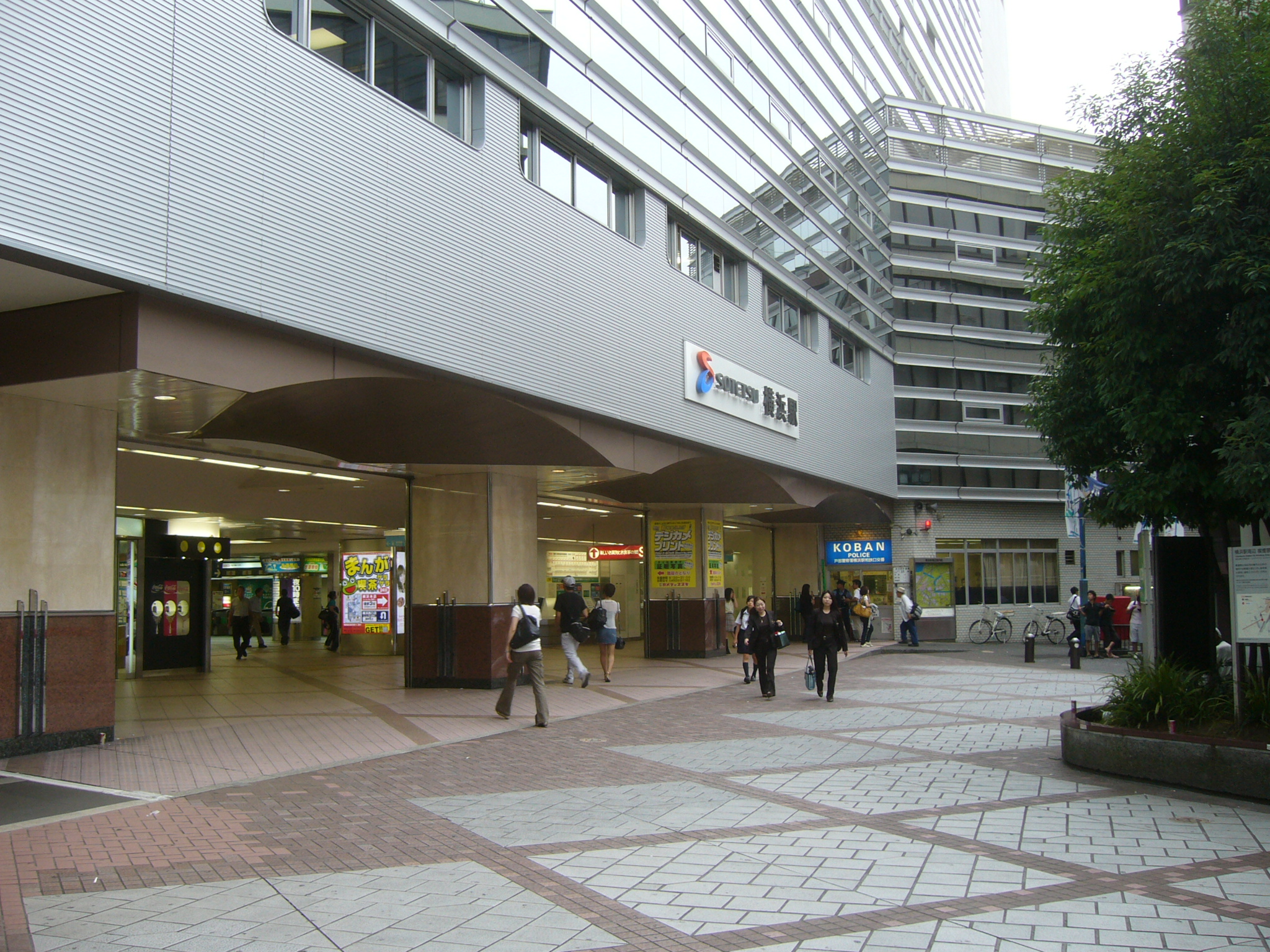
みなみ西口（旧 相鉄口）側の入口
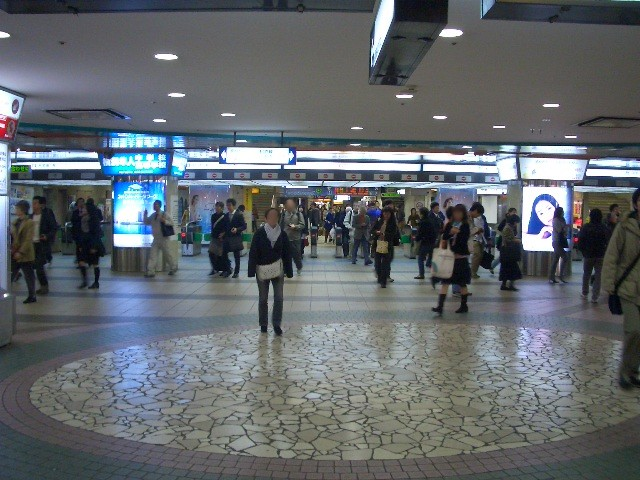
駅舎部分の1階改札口（2004年11月撮影）
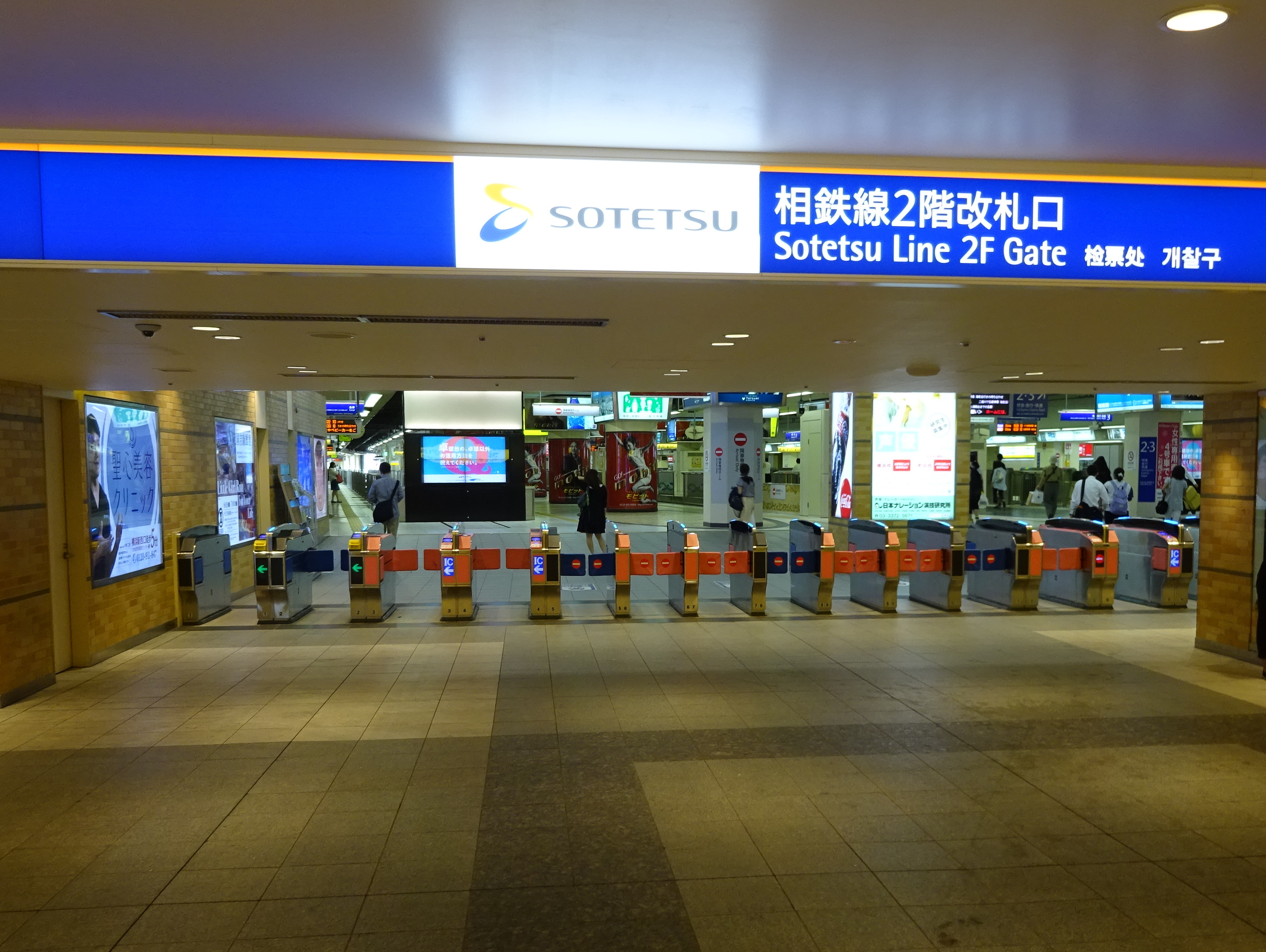
駅舎部分の2階改札口（2016年6月撮影）